# Pico Bolívar
El pico Bolívar es el accidente geográfico más alto de Venezuela, con una altitud de 4978 m s. n. m. Forma parte de un conjunto de picos ubicados en Sierra Nevada, dentro del parque nacional homónimo en la cordillera de Mérida (Estado Mérida). Junto con los picos hermanos Humboldt y Bonpland forman los principales picos de la cordillera de Los Andes venezolanos.
Recibe su nombre en honor al Libertador venezolano Simón Bolívar. El 19 de abril de 1951 fue develado un busto en bronce del Libertador en la cumbre del pico, obra del pintor y escultor Marcos León Mariño.

## Toponimia
El pico ha recibido al menos cuatro diferentes nombres a lo largo de la historia, el nombre con el que se le conoció por primera vez fue el de «pico La Columna», nombre que además era usado indistintamente con los nombres de «Concha» y «Peineta».
El 18 de marzo de 1925, por propuesta del Dr. Miguel Febres Cordero Troconis, le fue cambiado el nombre al de «pico Bolívar» en honor al Libertador de la Gran Colombia, Simón Bolívar. El bautizo oficial con la nueva denominación se llevó a cabo el 30 de diciembre de 1934, en una ceremonia al pie del monumento de La Columna y con agua del río Chama. Sin embargo, tanto el nombre de «pico Bolívar» como «Pico La Columna» se mantuvieron hasta mediados de los años 1950, cuando se editaron algunas impresiones del mapa físico-político de los Estados Unidos de Venezuela que señalaban al pico con ambos topónimos.
Actualmente, el nombre de «La Columna» se usa para referirse al macizo que contiene al pico Bolívar, así como a otras elevaciones importantes como el pico El León de 4743 m s. n. m. y el pico El Toro de 4750 m s. n. m., mientras que el nombre de «Concha» se usa para referirse a otro pico ubicado en la misma sierra el cual era anteriormente referido como «La Garza».

## Ubicación
El pico Bolívar es parte de los Andes venezolanos, los cuales derivan de la Cordillera Oriental de Colombia a nivel del parque nacional El Tamá y su cerro El Cobre (3613 metros), al sur del Estado Táchira. Esta imponente formación de montaña continúa con rumbo Noroeste entre los ríos Torbes y Uribante a nivel del Pico El Púlpito (3942 metros) y el extenso Páramo del Batallón. En este punto penetra el estado Mérida formando la Sierra Nevada de Mérida, separada del Ramal del Uribante por el río Nuestra Señora. Es en el corazón de la Sierra Nevada de Mérida que se ubica el pico Bolívar.

## Historia

### Ascensos

Vista panorámica del Macizo del Pico Bolívar. Ruta de ascenso Bourgoin - Peña

A pesar de ser la mayor cumbre del país, el pico Bolívar no fue el principal interés de los excursionistas sino hasta entrado el siglo XX. Esto se debió a que anteriormente, debido a la vista desde Mérida, se consideraba que el Pico Toro (localizado en la misma Sierra Nevada) poseía una mayor altitud y que por lo tanto significaba un mayor reto.
El primer intento de ascenso al pico Bolívar del que se tiene conocimiento data de 1897, cuando José Trinidad Nieto, Víctor Moreno, Pedro Moreno, J. Eladio Altuve, Medardo Nieto acompañado de otras personas intentan fallidamente escalar el pico. Después, en 1922 un intento de escalar el Pico Bolívar sin éxito, el geólogo suizo Moritz Blumenthal fue el primero en pisar el glaciar de Timoncitos que estaba ubicado al sur del Pico Bolívar.
El primer ascenso exitoso hasta el pico Bolívar fue realizado por el farmacéutico merideño Enrique Bourgoin y el tovareño Heriberto Márquez Molina acompañados por el guía Domingo Guzmán Peña Saavedra, quienes alcanzaron la cima del pico a través de la garganta del hoy extinto glaciar de Timoncito, el 5 de enero de 1935. Fueron los primeros en pisar la cumbre más alta de Venezuela.  La primera mujer venezolana que encumbró el Pico Bolívar el 7 de febrero de 1946, fue Blanca Josefina Carrillo de Ponte (hoy fallecida).

### Altitud
El reconocimiento de la altura del pico Bolívar comenzó con medidas hechas a mediados del siglo XIX por el naturista italiano Agustín Codazzi. Codazzi y otros exploradores habían hecho medidas barométricas de picos y localidades vecinas al pico Bolívar. A partir de esas medidas, Codazzi estimó en 1840 que el entonces llamado «La Columna» media 4850 m.
La antigua medida de altitud de 5007 m, data de 1928, pero el origen del número en sí es incierto. Se le atribuye al mandato del gobierno de Juan Vicente Gómez, quien ordenó numerosos estudios cartográficos de Venezuela. En el año 1907 la cuarta expedición de la Comisión Astronómica de la Junta de Levantamiento del Plano Militar, por medio de cálculos indirectos, parece ser el que estableció la altura de 5007 m s. n. m. el cual aparece en los mapas oficiales de 1928.
Un cálculo de la altura del pico Bolívar de mayor calidad científica fue realizado por el explorador y científico venezolano Alfredo Jahn en 1912. Para sus mediciones, Jahn combinó medidas barométricas realizadas en la ciudad de Mérida junto con otras realizadas en la costa norte de Venezuela. Con esas medidas utilizó un cálculo de ingeniería conocido como triangulación geodésica, con el que concluyó que el Pico Bolívar se asentaba a 5002 m s. n. m. Cálculos hechos con triangulaciones similares en los años 1950, pero afectados por la refracción atmosférica, arrojaron resultados con variación de pocos metros.
En el año 1992, Heinz Saler del Institut für Ingenieurgeodäsie y Carlos Abad del Centro de Investigaciones de Astronomía de Venezuela realizaron mediciones con equipos GPS determinando la altura del pico Bolívar en 4980,8 m s. n. m. con un error de ± 0,8 m s. n. m. Esta medición no fue validada por el IGVSB porque existieron discrepancias con respecto a la posición de la antena del receptor GPS durante la medición y sobre el modelo geoidal utilizado en los cálculos.
En 2002, con motivo de la declaración por parte de las Naciones Unidas como el año internacional de las montañas, el Instituto de Geografía de Venezuela decide verificar en conjunto con la Universidad Simón Bolívar y la Universidad del Zulia la altura exacta del pico. En los últimos años antes de la determinación exacta de la altitud por parte del IGVSB, se le asignaba al pico un rango de altitud entre los 4976 y 5007 m s. n. m. Los resultados de la campaña de 2002 dieron como resultado una altura para el pico Bolívar de 4978,4 ± 0,4 m s. n. m. Para el ascenso al Pico Bolívar, el grupo de medición estuvo conformado por el Ing. José Napoleón Hernández del IGVSB; los Ing. Diego Deiros y Carlos Rodríguez de la USB y dos escaladores guías de INPARQUES. Para las mediciones GPS se diseñó una red geodésica conformada por los vértices Pico Bolívar, EL Toro, Piedras Blancas, Mucuñuque y Observatorio, perteneciente este último a la Red Geocéntrica Venezolana REGVEN. Se emplearon simultáneamente cinco (5) receptores GPS, de doble frecuencia; igualmente las mediciones fueron temporalmente prolongadas y continuas para lograr un mayor volumen de datos en el tiempo, para hacer más consistente y confiable la información.

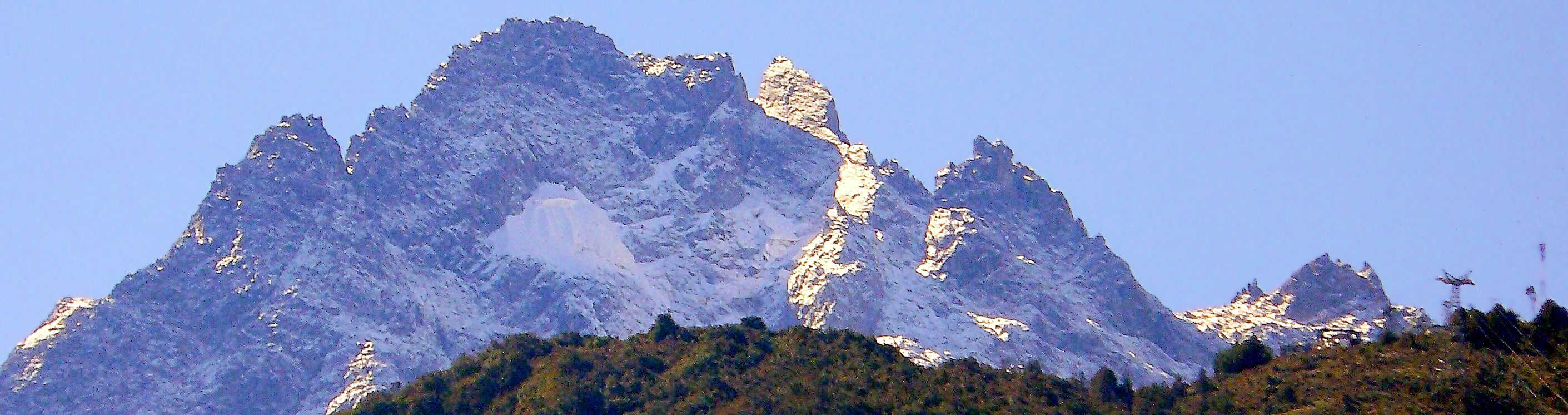
Panorámica de una nevada sobre el Pico Bolívar.

## Características

### Geología
La formación del pico Bolívar, al igual que la formación de la Cordillera de Mérida tuvo lugar debido al proceso iniciado por el choque de la placa continental de Sudamérica y la placa del Caribe, las cuales elevaron el terreno hasta alcanzar las alturas actuales.

### Glaciares

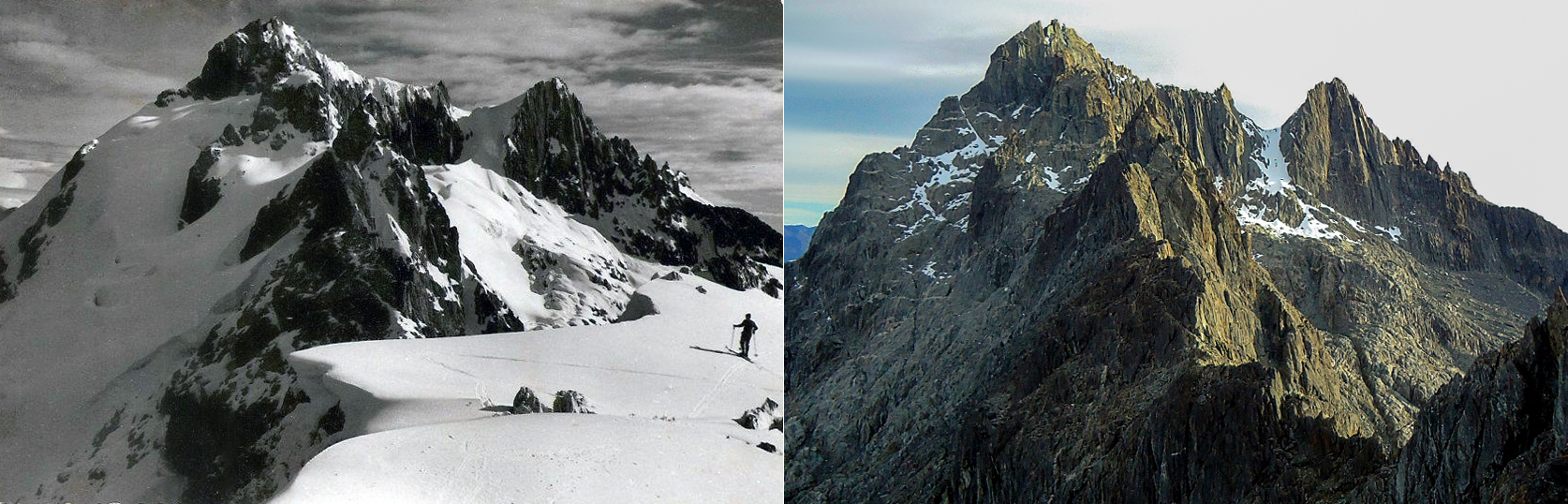
Comparación del glaciar en el pico en 1950 y en 2011, respectivamente.

Dentro del área del pico Bolívar se determinaron 4 glaciares estudiados desde mediados del siglo XX. Estos glaciares, se han ido reduciendo debido al calentamiento global, a tal punto que han desaparecido. El proceso de reducción fue documentado desde la década de 1970. En su cumbre se localizaba uno de los tres glaciares existentes en Venezuela —el de mayor extensión se ubica en el pico Humboldt— por lo que estaba cubierto de nieves perpetuas; sin embargo, debido al proceso de calentamiento global, el glaciar terminó de derretirse dejando así, su cumbre desnuda de hielo y rocosidad.

## Aspectos culturales

### Leyendas
Existe una leyenda relacionada al pico recogida por el merideño Tulio Febres Cordero. Dicha historia cuenta que los Andes venezolanos más elevados reciben su nieve de cinco águilas blancas que se posaron en sus cimas al ser perseguidas por una princesa indígena, y se trata de El Toro, El León, La Garza, La Corona y La Columna.
La princesa se llamaba Caribay, y a ella siempre le gustaba correr debajo de las águilas pues quería agarrar una para hacerse un lindo vestido con sus plumas.
Un día no las vio y le pidió al sol que apareciera las águilas, pero sus súplicas y lamentos se las llevó el viento. Acto seguido le pidió lo mismo a la luna y las águilas aparecieron volando alrededor de esta, y así Caribay empezó a perseguirlas hasta que finalmente se cansaron y se separaron en las cordilleras. 
A la princesa, al tocar una de las águilas, las manos se le convirtieron en hielo y la luna se tornó negra. El águila que ella había tocado agitó sus enormes alas cubriéndola completamente en hielo, pues tocó algo sagrado para realizar una avaricia.
Se dice que en los llanos de Mérida hay noches en las que se escuchan los lamentos de la princesa Caribay, y al día siguiente las cordilleras están cubiertas de nieve puesto que las 5 águilas blancas en la noche anterior sacudieron sus enormes alas, cubriendo así las imponentes cordilleras con nieve.